# Wansheng

Lage des ehemaligen Stadtbezirks Wansheng im Gebiet Chongqings

Wansheng (chinesisch 万盛区, Pinyin Wànshèng Qū) war ein Stadtbezirk der regierungsunmittelbaren Stadt Chongqing im Südwesten der Volksrepublik China. Er hatte eine Fläche von 565,58 km². Bei Volkszählungen in den Jahren 2000 und 2010 wurden in Wansheng 265.743 bzw. 255.776 Einwohner gezählt.
Am 22. Oktober 2011 wurde der ehemalige Stadtbezirk Wansheng aufgelöst und mit dem ehemaligen Kreis Qijiang zum neuen Stadtbezirk Qijiang vereinigt.
Zu seinen Sehenswürdigkeiten zählt der Wansheng-Steinwald (万盛石林).